# Nathalie Richard
Nathalie Richard (Parigi, 6 gennaio 1962) è un'attrice francese.

## Biografia
Figlia di un industriale, dopo un anno passato a New York presso la compagnia di danza classica di Karole Armitage, si iscrive al Conservatoire national supérieur d'art dramatique. Esordisce recitando in Una recita a quattro (1989) di Jacques Rivette, che l'ha diretta più volte nel corso del decennio seguente. Tra i suoi ruoli più noti c'è quello della costumista lesbica Zoe in Irma Vep di Olivier Assayas, grazie al quale è stata candidata ai premi della National Society of Film Critics americana. Ha fatto parte della giuria della Settimana internazionale della critica alla 57ª Mostra internazionale d'arte cinematografica di Venezia.

## Filmografia

### Attrice

#### Cinema
- Golden Eighties, regia di Chantal Akerman (1986)
- Una recita a quattro (La Bande des quatre), regia di Jacques Rivette (1989)
- Il bambino d'inverno (L'Enfant de l'hiver), regia di Olivier Assayas (1989)
- Monsieur, regia di Jean-Philippe Toussaint (1990)
- Les Dernières Heures du millénaire, regia di Cédric Kahn – cortometraggio (1990)
- I bar dei binari (Bar des rails), regia di Cédric Kahn (1991)
- Riens du tout, regia di Cédric Klapisch (1992)
- Grand Bonheur, regia di Hervé Le Roux (1992)
- Giovanna d'Arco - Parte II: Le prigioni (Jeanne la Pucelle II - Les Prisons), regia di Jacques Rivette (1994)
- Les Amoureux, regia di Catherine Corsini (1994)
- Alto basso fragile (Haut bas fragile), regia di Jacques Rivette (1995)
- L'Éducatrice, regia di Pascal Kané (1996)
- Irma Vep, regia di Olivier Assayas (1996)
- Eau douce, regia di Marie Vermillard (1997)
- Vite rubate (Voleur de vie), regia di Yves Angelo (1998)
- La figlia di un soldato non piange mai (A Soldier's Daughter Never Cries), regia di James Ivory (1998)
- Fin août, début septembre, regia di Olivier Assayas (1998)
- Afraid of Everything, regia di David Barker (1999)
- Storie (Code Inconnu - Récit incomplet de divers voyages), regia di Michael Haneke (2000)
- Confort moderne, regia di Dominique Choisy (2000)
- Fate come se non ci fossi (Faites comme si je n'étais pas là), regia di Olivier Jahan (2000)
- 30 ans, regia di Laurent Perrin (2000)
- La confusion des genres, regia di Ilan Duran Cohen (2000)
- On appelle ça... le printemps, regia di Hervé Le Roux (2001)
- Imago, regia di Marie Vermillard (2001)
- Étrangère, regia di Danielle Arbid (2002)
- Novo, regia di Jean-Pierre Limosin (2002)
- Au plus près du paradis, regia di Tonie Marshall (2002)
- Merci Docteur Rey, regia di Andrew Litvack (2002)
- Le Ventre de Juliette, regia di Martin Provost (2004)
- Le Divorce - Americane a Parigi (Le Divorce), regia di James Ivory (2003)
- Les Enfants, regia di Christian Vincent (2005)
- Niente da nascondere (Caché), regia di Michael Haneke (2005)
- Zim and Co., regia di Pierre Jolivet (2005)
- Le Passager, regia di Éric Caravaca (2005)
- Belhorizon, regia di Inès Rabadán (2005)
- Le Pressentiment, regia di Jean-Pierre Darroussin (2006)
- La camera dei morti (La Chambre des morts), regia di Alfred Lot (2007)
- Parc, regia di Arnaud des Pallières (2008)
- Le Plaisir de chanter, regia di Ilan Duran Cohen (2008)
- Faire avec, regia di Philippe Lasry (2009)
- Une petite zone de turbulences, regia di Alfred Lot (2009)
- Notre étrangère, regia di Sarah Bouyain (2010)
- Non lasciarmi (Never Let Me Go), regia di Mark Romanek (2010)
- Schlafkrankheit, regia di Ulrich Köhler (2011)
- Les Fraises des bois, regia di Dominique Choisy (2011)
- Giovane e bella (Jeune et jolie), regia di François Ozon (2013)
- Violette, regia di Martin Provost (2013)
- Fatima, regia di Philippe Faucon (2015)
- Le Grand Jeu, regia di Nicolas Pariser (2015)
- Jours de France, regia di Jérôme Reybaud (2016)
- Happy End, regia di Michael Haneke (2017)
- Montparnasse - Femminile singolare (Jeune Femme), regia di Léonor Serraille (2017)
- Les Garçons sauvages, regia di Bertrand Mandico (2017)
- Ma vie avec James Dean, regia di Dominique Choisy (2017)
- Un couteau dans le cœur, regia di Yann Gonzalez (2018)
- After Love, regia di Aleem Khan (2020)
- È andato tutto bene (Tout s'est bien passé), regia di François Ozon (2021)
- After Blue (Paradis sale), regia di Bertrand Mandico (2021)
- Conann, regia di Bertrand Mandico (2023)
- The Animal Kingdom (Le règne animal), regia di Thomas Cailley (2023)

#### Televisione
- Omicidio a circuito chiuso (Weep No More, My Lady), regia di Michel Andrieu – film TV (1992)
- Interdit d'amour, regia di Catherine Corsini – film TV (1992)
- Légendes de la forêt viennoise, regia di André Engel – film TV (1993)
- Jeunesse sans Dieu, regia di Catherine Corsini – film TV (1996)
- Froid comme l'été, regia di Jacques Maillot – film TV (2002)
- Trois femmes... un soir d'été  – miniserie TV, 4 puntate (2005)
- Paris 16e – serie TV, 38 episodi (2009)
- Spiral (Engrenages)  – serie TV, episodio 4x04 (2012)
- Lustiger, il cardinale ebreo (Le Métis de Dieu), regia di Ilan Duran Cohen – film TV (2013)
- Little Murders by Agatha Christie (Les Petits Meurtres d'Agatha Christie) – serie TV, episodio 5x03 (2013)
- Virage Nord – miniserie TV, 3 puntate (2015)
- Irma Vep - La vita imita l'arte (Irma Vep) – miniserie TV, 1 puntata (2022)
- Attacco al potere - Paris Has Fallen (Paris Has Fallen), regia di Oded Ruskin e Hans Herbots – miniserie TV, puntate (2024)

### Sceneggiatrice
- Alto basso fragile (Haut bas fragile), regia di Jacques Rivette (1995)

## Doppiatrici italiane
Nelle versioni in italiano delle opere in cui ha recitato, Nathalie Richard è stata doppiata da:
- Alessandra Korompay in Attacco al potere - Paris Has Fallen

## Riconoscimenti
- National Society of Film Critics Awards[2]
  - 1998 – Miglior attrice non protagonista (3º posto) per Irma Vep
- Milano Film Festival[4]
  - 2002 – Miglior attrice per Maintenant